# 콘차 벨라스코
콘차 벨라스코(Concha Velasco, 1939년 11월 29일~2023년 12월 2일)는 스페인의 배우, 가수, 사회자이다.

## 출연 작품
- 그집(2020)
- 하녀의 방(2009)
- 어네스토(1979)
- 발렌타인 데이(1959)